# Fina d'Armada
Fina d'Armada (Riba de Âncora, 1945 -  Rio Tinto, 2014) é o pseudónimo pelo qual ficou conhecida a historiadora, feminista e cronista portuguesa, Josefina Teresa Fernandes Moreira. Ficou conhecida por abordar temas como feminismo, fenomenologia, descobrimentos e história das mulheres, dedicando algumas das suas obras a mulheres como Dona Beatriz e Paula da Graça.  

## Biografia
Fina d'Armada, nasceu em 1945, em Caminha, na freguesia de Riba de Âncora.
Estudou na Universidade do Porto, onde fez a licenciatura em História. Em 1977, o  Instituto Nacional de Investigação Científica atribui-lhe uma bolsa de investigação, durante a qual escreve A Mulher Portuguesa na Primeira República.  
Tendo publicado seu primeiro artigo com 16 anos, no jornal A Aurora do Lima, Fina d'Arma, irá colaborar ao longo da sua carreira com vários periódicos portugueses e internacionais.  Entre eles, Expresso e o Jornal de Notícias, para o qual irá escrever crónicas, de 1969 a 1984. 
Fina d'Armada faleceu com 68 anos, em Rio Tinto, em 2014. 

## Reconhecimento
O seu nome foi incluído na Antologia de Poetas do Alto Minho, Dicionário de Mulheres Rebeldes e no Dicionário Internacional de Arte e Literatura. 
Foi distinguida com a Medalha de Mérito Dourada pelo Município de Caminha, em 2010. No mesmo ano, foi homenageada pela UMAR, no Dia Internacional das Mulheres, pela sua dedicação à causa feminista. 
Um ano antes de morrer, em, 2013, foi colocada uma placa com um poema seu, num dos jardins de Rio Tinto. 
O seu nome faz parte da toponímia de Caminha. 

## Obra
Ficou conhecida por abordar temas como feminismo, fenomenologia, descobrimentos e história das mulheres, dedicando algumas das suas obras a mulheres como Dona Beatriz e Paula da Graça. 
Entre as suas obras encontram-se: 
- 1980 - Fátima, o que se passou em 1917, Editora Bertrand [11]

- 1995 - As Aparições de Fátima e o Fenómeno Ovni, co-autor Joaquim Fernandes, Editorial Estampa, ISBN 9789723310443 [12]
- 2002 - Fátima: nos bastidores do segredo, co-autor Joaquim Fernandes, Editora Âncora, ISBN 972-780-075-0
- 2006 - Mulheres Navegantes no Tempo de Vasco da Gama, Editora Ésquilo, ISBN 9789728605810
- 2008 - O livro feminista de 1715: o primeiro grito revolucionário, Editora Evolua,  ISBN 978-989-8088-06-2 [13]

- 2010 - As Mulheres na Implantação da República, Editora Ésquilo, ISBN  9789898092830
- 2011 - Republicanas quase desconhecidas: mulheres republicanas de trinta e três concelhos, colecção Temas e Debates, Editora Círculo de Leitores, ISBN 978-989-644-173-9
- 2012 - Heroínas portuguesas: mulheres que enganaram o poder e a história, Editora Ésquilo, ISBN 978-989-97396-5-9
- 2013 - Beatriz: A Mulher Que Liderou os Descobrimentos, Editora Ésquilo, ISBN 9789899739635
- 2015 - Mar nosso de cada dia, Evolua Edições, ISBN 9789898088178